# Cartierul Vlad Țepeș, Făgăraș
Vlad Țepeș este un cartier al Municipiului Făgăraș din județul Brașov, Transilvania, România.